# Jürgen Janek
Jürgen Janek (20 de agosto de 1964 en Bückeburg, Alemania) es un químico alemán. Desde 1999 es profesor de física química en la Universidad de Giessen. Allí realiza investigaciones en el Instituto Físico-Químico en los campos de la iónica del estado sólido y la electroquímica, entre otras.

## Formación académica
Janek estudió química en la Universidad de Hanover, donde recibió su diploma en química en 1989, y su doctorado en 1992 bajo la supervisión de Hermann Schmalzried, con una tesis sobre el tema Interacciones dinámicas en procesos de transporte en óxidos de metales de transición (Dynamische Wechselwirkungen bei Transportvorgängen in Übergangsmetalloxiden) y habilitado en 1997 en física química con el trabajo Transferencia de carga en los límites de fase en sólidos (Ladungsdurchtritt an Phasengrenzen in Festkörpern).

## Trayectoria profesional
Desde 2011 es director de un laboratorio de investigación dirigido conjuntamente por el Instituto Tecnológico de Karlsruhe y BASF.
En 2016 es nombrado director del Centro de Investigación de Materiales de la Universidad de Giessen.

## Docencia
- En 1999 fue nombrado profesor de física química en Giessen. En 2000 asumió como Vicedecano de la Facultad de Biología, Química y Ciencias de la Tierra y de 2001 a 2003 fue Decano. De 2004 a 2006 fue vicepresidente de la Universidad de Giessen.[6] Desde 2018 vuelve a ser Decano del Departamento de Biología y Química.
- En 2004, profesor invitado en la Universidad de Tohoku de Sendai, Japón.[5]
- También en 2004 fue profesor invitado del Departamento de Ciencia e Ingeniería de Materiales de la Universidad Nacional de Seúl, Corea del Sur,[5] donde repetiría la experiencia en 2010, como parte del programa WCU ("World Class University").[7][8]
- En 2008, profesor invitado en la Universidad de Aix-Marsella, Francia.[5]

## Investigación
Las áreas de investigación de Janek incluyen electrolitos sólidos y baterías de electrolito sólido, celdas de sodio y litio-oxígeno y baterías de iones de sodio; la química y electroquímica del estado sólido, la electrocatálisis, la electroquímica del plasma y la cinética de interfaces de electrolitos sólidos.
Ha trabajado en colaboración con otros científicos en la Escuela de Ciencia e Ingeniería de Materiales de la Universidad Nacional de Seúl, la Universidad Nacional del Sur en Bahía Blanca (Argentina), la Universidad de Minnesota (Mineápolis) y en el Instituto de Investigación Multidisciplinaria de Materiales Avanzados de la Universidad de Tohoku en Sendai (Japón).
En la Universidad de Oxford, se dedicó a investigar los procesos de transporte no isotérmicos.

## Publicaciones
Hasta mayo de 2023, Jürgen Janek había publicado un total de 503 publicaciones científicas que se incluyen en la base de datos Scopus. Su índice Scopus en ese momento era 88; su índice h en Google Scholar fue 57 con más de 520 publicaciones. Ha registrado al menos 11 patentes. Entre sus obras más citadas figuran:
- Un futuro sólido para el desarrollo de baterías, con Wolfgang Zeier, 2016.[10]
- Una batería recargable de superóxido de sodio (NaO2) a temperatura ambiente, con Pascal Hartmann, Conrad L. Bender, Miloš Vračar, Anna Katharina Dürr, Arnd Garsuch y Philipp Adelhelm.[11]
- Baterías de iones de sodio a temperatura ambiente: mejora de la capacidad de velocidad de los materiales de ánodo de carbono mediante estrategias de plantillas , con Sebastian Wenzel, Takeshi Hara, Philipp Adelhelm, 2011.[13]
- Estructura y dinámica del conductor rápido de iones de litio “Li7La3Zr2O12”, con Henrik Buschmann, et al. 2011.[9]
- TEMPO: un catalizador móvil para baterías recargables de Li-O2, con Benjamin J. Bergner, Adrian Schürmann, Klaus Peppler y Arnd Garsuch, 2014.[12]

## Honores y premios
Janek ha recibido, entre otros, los siguientes premios:
- 1989–1991: Beca de doctorado del Fondo de la Industria Química.[17]
- 1998 Premio Nernst-Haber-Bodenstein de la Sociedad Bunsen Alemana de Física Química.[6]
- 1998 Beca Karl Winnacker de la Fundación Karl Winnacker (rebautizada como Fundación Aventis en 2000) de Hoechst AG.[6][17]
- 1999 Premio Gerhard Hess de la Sociedad Alemana de Investigación[18] por el proyecto "Reacciones electroquímicas de plasma en conductores de iones sólidos".[6][17]
- 2016 Medalla conmemorativa Wilhelm Jost de la Academia de Ciencias de Göttingen.[19][20]
- Desde 2018 es miembro del Consejo Asesor del Instituto Max-Planck para la Investigación del Estado Sólido, Stuttgart.[5]
- 2022 Ingreso como miembro de la Sección de Química de la Academia Alemana de las Ciencias Naturales Leopoldina.[5]
- 2022 Premio Greve de la Academia Leopoldina.[21]
- 2022 Doctor honoris causa por la Universidad Técnica de Delft, Delft, Países Bajos.[5]